# Grodziec (Mazovie)
Pour les articles homonymes, voir Grodziec.
Grodziec (prononciation : [ˈɡrɔd͡ʑet͡s]) est un village polonais de la gmina de Czerwińsk nad Wisłą dans le powiat de Płońsk de la voïvodie de Mazovie dans le centre-est de la Pologne.
Il se situe à environ 11 kilomètres au nord-est de Czerwińsk nad Wisłą (siège de la gmina), 19 kilomètres au sud de Płońsk (siège du powiat) et à 51 kilomètres au nord-ouest de Varsovie (capitale de la Pologne).
Le village compte approximativement une population de 190 habitants.

## Histoire
De 1975 à 1998, le village appartenait administrativement à la voïvodie de Płock.